# Bugs (série télévisée)
Pour les articles homonymes, voir Bugs.
Bugs est une série télévisée britannique en quarante épisodes de 48 minutes, créée par Brian Eastman et Stuart Doughty, produite par Carnival Films, diffusée entre le 1er avril 1995 et le 28 août 1999 sur BBC One.
En France, la série a été diffusée à partir du 11 février 1996 sur M6 et rediffusée sur France 4. Elle reste inédite dans les autres pays francophones.

## Synopsis
Cette série met en scène une équipe d'experts en nouvelles technologies combattant crime et terrorisme seuls, avant de travailler pour le compte d'un service du gouvernement britannique appelé le Bureau 2 dans les derniers épisodes.

## Distribution
- Jesse Birdsall (VF : Vincent Violette) : Nicholas « Nick » Beckett
- Jaye Griffiths (VF : Martine Irzenski) : Roslyn « Ros » Henderson
- Craig McLachlan (saisons 1 à 3) puis Steven Houghton (en) (VF : Antoine Nouel) : Ed Russell
- Paula Hunt (VF : Hélène Chanson) : Alex Jordan (saisons 3 et 4)
- Jan Harvey (en) (VF : Brigitte Morisan) : Barbara « Jan » (saisons 3 et 4)
- Michael Grandage : Channing Harding (récurrent saison 3)

 Source et légende : version française (VF) sur RS Doublage

## Épisodes

### Première saison (1995)
1. Le Complot (Out of the Hive)
2. Assassins (Assassins Inc.)
3. Contrôle absolu (All Under Control)
4. Parmi les morts (Down Amoung the Dead Men)
5. Mariage explosif (Shotgun Wedding)
6. Prototypes (Stealth)
7. La Manne céleste (Manna from Heaven)
8. Le silence est d'or (Hot Metal)
9. La Dure Loi du sport (A Sporting Chance)
10. Têtes chercheuses (Pulse)

### Deuxième saison (1996)
1. Plus dure sera la chute [1/2] (What Goes Up… [1/2])
2. Panique dans la navette [2/2] (…Must Come Down [2/2])
3. Les espèces contaminent le blé (Bugged Wheat)
4. Mauvaise compagnie (Whirling Dervish)
5. Panne de courant (Blackout)
6. La Ruée vers l'or (Gold Rush)
7. Bombe au mercure (Schrodlinger's Bomb)
8. Nom d'un chien (Newton's Run)
9. Le Réseau de tous les dangers (The Bureau of Weapons)
10. Un virus dangereux (A Cage for Satan)

### Troisième saison (1997)
1. Les Feux de la gloire (Blaze of Glory)
2. La Revanche (The Revenge Effect)
3. Le Prix de la paix (The Price of Peace)
4. Un petit génie de l'informatique (Hollow Man)
5. Opération nucléaire (Nuclear Family)
6. La Taupe (Fugitive)
7. L'Enlèvement (Happy Ever After?)
8. Chefs-d'œuvre volés (Buried Treasure)
9. Crise d'identité (Identity Crisis)
10. Les Renégats (Renegades)

### Quatrième saison (1998)
1. Disparue (Absent Friends)
2. Au nom de la science (Sacrifice to Science)
3. La Surdouée (Girl Power)
4. Beckett père et fils (The Two Becketts)
5. Satellite en péril (Hell and High Water)
6. La Tombe du roi Arthur (Pandora's Box)
7. Trafic d'émeraudes (Jewel Control)
8. Les Jumeaux (Twin Geeks)
9. Le Traître [1/2] (Money Spiders [1/2])
10. Le Traître [2/2] (Money Spiders [2/2])

## Commentaires
La série fait référence dans plusieurs épisodes au programme phare des années 1960, Chapeau melon et bottes de cuir. En effet, la couleur verte de la Jeep de Nick, est de la même couleur que la Bentley de John Steed. D’ailleurs, la BBC présentait la série comme le « Chapeau melon et bottes de cuir des années 90 ».